# Sarah du Désert
Amma (mère) Sarah du Désert, ou Amma Sarra, est une sainte chrétienne et  Mère du Désert de l'Égypte romaine du Vᵉ siècle. Elle fut ermite et mena une vie vouée à l'ascétisme le plus strict pendant une soixantaine d'années.

## Monachisme
Sarah du Désert nous est connue principalement par deux sources, les Apophtegmes des Pères du désert et les Paroles des mères du désert (rassemblée dans le Matericon).
Selon ces sources, Sarah aurait vécu dans une cellule monastique près d'un grand fleuve, probablement le Nil, qu'elle ne regarderait jamais. Ses paroles attestent que cette sainte a passé sa vie à combattre un démon qui la tentait. Les sources indiquent que Sarah vivait près de Scété du début au milieu du Ve siècle. Elle a vécu une vie d'ascèse sévère, refusant le vin, le rire et de quitter sa cellule sauf pour aller à l'église.
Elle n'était pas complètement isolée et recevait des visiteurs. Un jour, des moines de Scété vinrent lui rendre visite. Elle leur donna une corbeille de fruits et ils l'honorèrent en mangeant les mauvais fruits et en lui laissant les bons fruits à manger.

## Culte
Sarah est commémorée le 13 juillet dans les Églises orthodoxe orientale et catholique romaine et le 5 du mois de Phaminoth par l'église copte orthodoxe. Sarah est honorée (avec Théodora et Synclétique) sur le calendrier liturgique de l' Église épiscopale des États-Unis d'Amérique le 5 janvier.